# Gail Elliott
Gail Elliott (ur. 1966) – brytyjska modelka.
Jako modelka zadebiutowała w 1984 roku w Londynie mając osiemnaście lat. Początkowo brała udział w sesjach zdjęciowych, a następnie zaczęła pojawiać się na wybiegach. W drugiej połowie lat 80. podpisała kontrakty międzynarodowe z agencjami w: Nowym Jorku, Seattle, Sydney i Monachium. W ciągu dwudziestu lat swej kariery (1984–2004) ozdabiała pokazy najwybitniejszych projektantów i domów mody na świecie, jak: Azzedine Alaïa, Chanel, Chloé, Gianfranco Ferré, Max Mara, Óscar de la Renta, Perry Ellis, Sportmax, John Galliano oraz Valentino. Pojawiała się na okładkach międzynarodowych edycji prestiżowych magazynów mody (L'Officiel, Elle, Marie Claire, Cosmopolitan, Vogue) oraz uczestniczyła w kampaniach reklamowych marek: DKNY, Escada, Gucci, Marc Cain, Revlon i Versace.
W 1985 roku wystąpiła w teledysku grupy Duran Duran pt. A View To A Kill, który był ścieżką dźwiękową do filmu Zabójczy widok – czternastego oficjalnego filmu o przygodach Jamesa Bonda.
Elliott w 2002 roku założyła własną linię odzieży o nazwie Little Joe by Gail Elliott.